# Lenin Párizsban
A Lenin Párizsban (oroszul: Ленин в Париже, romanizált: Lenin v Parizhe) 1981-es szovjet életrajzi film, amelyet Szergej Jutkevics rendezett.

## Cselekmény
Az orosz forradalmár, Vlagyimir Lenin négy évet töltött Párizsban (1909–1912), és ez a történelmi dokudráma egy kis humor kíséretében bemutatja ezeket az éveket. Lenin úgy van ábrázolva, mint aki különféle találkozókra jár a barátaival és későbbi szeretőjével, Inessa Armanddal (aki a filmben egy Trofimoff nevű fiatal kommunistába szerelmes), míg több filozófiai nézetét, valamint gazdasági és politikai elméletét szóba hozza egy volt kollégája (aki a film narrátora is), és a jelenbe ülteti át az anyagot.

## Szereplők
- Jurij Kajurov – (Vlagyimir Iljics Lenin)
- Claude Jade – (Inessa Armand)
- Vladimir Antonik – (Trofimoff)
- Valentina Svetlova – (Nagyezsda Krupszkaja)
- Pavel Kadochnikov – (Paul Lafargue)
- Antonina Maksimova – (Laura Lafargue)
- Borisz Ivanaov – (Zhitomirsky)
- Albert Filozov – (anarchisták vezetője)